# 瓦利 (洛基之子)
瓦利（Vali，Váli），他是洛基和西格恩女神的孩子，巴德爾之死的罪魁禍首其實是洛基，所以奧丁將他的孩子瓦利變成狼，讓他咬死了他的兄弟納爾弗，用納爾弗的腸子捆綁洛基，讓洛基接受處罰直到諸神的黃昏到來。
神話中，還有另一個也叫瓦利的角色，他是奧丁和琳達所生的孩子，是自然之神，出生的目的是為了報光明神巴德爾被殺之仇。